# Дама, сидящая за вирджиналем
«Дама, сидящая за вирджиналем» — картина голландского живописца Яна Вермеера, написанная около 1670—1672 годов. С 1910 года работа находится в Лондонской национальной галерее.

## Описание
Эта поздняя картина Яна Вермеера довольно проста в его творчестве, без особых тонких референций и изысканной живописи. Сидящий девственник, вероятно, был вдохновлён работой лейденского художника Герарда Доу (1613—1675), в которой повторяются одни и те же мотивы: похожая поза и даже выражение лица женщины у девственника, тот же отодвинутый занавес, а также виола да гамба на переднем плане.
На заднем плане изображена картина «Сводня» Дирка ван Бабурена (1595—1624). Этой картиной или её вариантом некоторое время владела тёща Вермеера Мария Тинс. Вермеер также включил эту картину в свою работу «Концерт». Плотская похоть в «Сводне» контрастирует с вирджиналем, символизирующем гармоничную любовь в XVII веке. Возможно, Вермеер даёт понять свои личные предпочтения, освещая музыкальный инструмент солнечным светом.
Пейзаж, изображённый на вирджинале — работа Питера Янса ван Аша (1603—1678). Эта же работа, «Пейзаж с охотниками у открытых ворот», встречается и в картине Вермеера «Гитаристка».

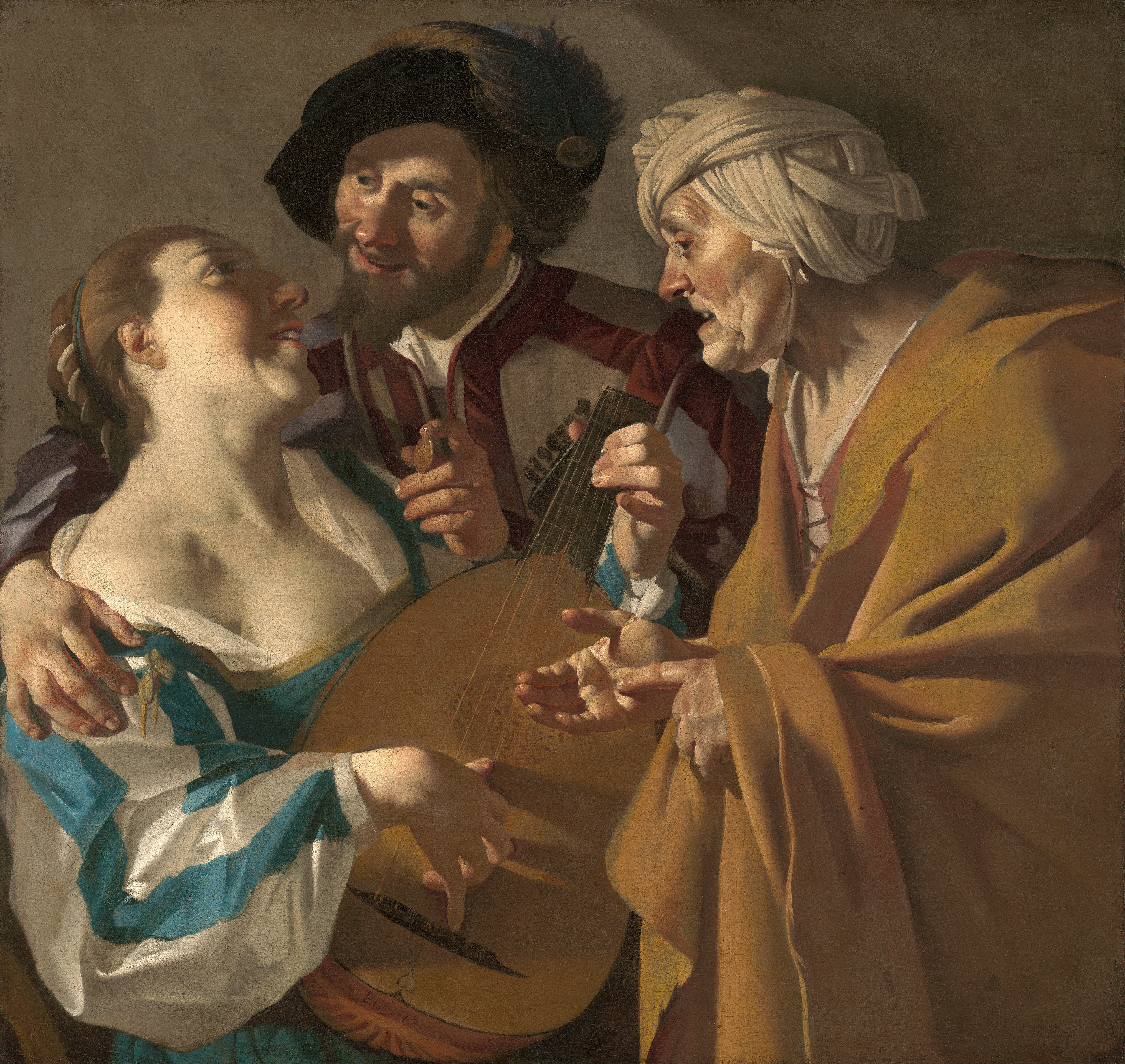
Дирк ван Бабюрн. «Сводня»

Высказывалось предположение, что эта работа и картина «Дама, стоящая у вирджиналя» являются парнымии из-за почти одинакового размера и даты создания, а также из-за схожести сюжетов, однако это не совсем точно. Вермеер действительно часто изображал одни и те же темы. В любом случае эти две картины не были проданы одному и тому же заказчику.

## Провенанс
Диего Дуарте (1612—1691), антверпенский банкир, ювелир и коллекционер произведений искусства португальско-сефардского происхождения, в 1682 году владел «Дамой, сидящей за вирджиналем» или «Дамой, стоящей у вирджиналя». Дуарте удалось приобрести картину, воспользовавшись дружбой с семьёй Константейна Хёйгенса (1596—1687). Обе семьи разделяли общую страсть к музыке. В 1696 году в Амстердаме на аукционе была продана 21 картина Вермеера, в том числе картина под номером 37, имеющая название в каталоге «Играющая на арфе». Если «Дама, сидящая за вирджиналем» не была в собственности Дуарте, то она наверняка была продана на этом аукционе. Как бы то ни было, в начале XVIII века картина попала во владение немецкого князя-епископа Бамберга Лотара Франца фон Шёнборна (1655—1729).
Семья Шёнборн продала картину в 1867 году Теофилю Торе-Бюргеру (1807—1869), французскому искусствоведу и коллекционеру, который в XIX веке вновь привлёк внимание широкой публики к творчеству Яна Вермеера. В этот период Торе-Бюргер также приобрёл «Даму, сидящую за вирджиналем». Его наследники продали «Даму, сидящую за вирджиналем» в 1892 году австрийскому коллекционеру Чарльзу Зедельмайеру (1837—1925). После ещё нескольких смен владельцев картина попала в Лондонскую Национальную галерею в 1910 году, в составе подаренной ей художественной коллекции Джорджа Солтинга (1835—1909).